# 洪原郡
洪原郡（：／ Hongwŏn gun */?）位於朝鮮咸鏡南道中南部，臨近朝鮮東海。洪原郡的面積有905平方公里，郡廳位於洪原邑新興里。根據1990年的人口統計，洪原郡有居民100,893人。

## 地理
洪原郡位於咸鏡山脈的西北部，山脈有多座山都位於郡的境內，高度從300米到1300米不等，最高的山峰是有1681米的八峰。
郡內的主要河流有起源於豆蕪山的西大川及起源於香坡山的東大川。
洪原郡的海岸線比較平坦，環繞着洪原灣(홍원만)。洪原灣位於郡的東南部，面向朝鮮東海。
由於有海風的調節，洪原郡在海岸的氣候與內陸山區的氣候的差別很大。

## 經濟
洪原郡的經濟歷代都是以農業為主，主要的產物有大米、黃豆、珍珠米、大麥及馬鈴薯。此外，沿岸亦有漁業發展。雖然洪原郡有礦產，但佔生產總值的比例不大，主要的礦產有：金、銀、石灰、螢石及石墨。

## 歷史
在洪原郡曾發現有舊石器時代及新石器時代的遺物，可見人類在當地生活的歷史很悠久；在景雲面曾發現青銅器時代的物件。
公元6世紀，新羅真興王佔領漢江流域後繼續北進，佔領了今日咸鏡南道的部份地區，包括今日的洪原郡。到了公元9世紀，今日的咸鏡道及平安道都是渤海國的領土，由南京南海府管治。其後，渤海國為契丹所滅，而契丹後來亦被金朝所滅。到了元朝時，洪原郡成為了高麗的一部份。
- 1914年：行政區域改編，原來的社及面合併，成為州翼面(주익면)、景浦面(경포면)、雲浦面(운포면)、龍源面(용원면)、龍川面(용천면)、平浦面(평포면)、好賢面(호현면)、希賢面(희현면)、鶴泉面(학천면)、龍雲面(룡운면)、甫青面(보청면) 等11個面。
- 1936年：州翼面改稱為洪原面 (홍원면)，景浦面與雲浦面合併成為景雲面 (경운면)，龍川面與平浦面合併成為龍浦面 (룡포면)、部份地區劃入龍源面，好賢面與希賢面合併成為普賢面 (보현면)，甫青面與龍雲面一部份及原被劃入咸州郡、1920年併入的東退潮面合併成為新的三湖面 (삼호면)，鶴川面與龍雲面合併成為雲鶴面 (운학면)
- 1941年：洪原面昇格成為洪原邑。
- 朝鮮光復前的1944年，洪原郡分為以下1個邑6個面：洪原邑、景雲面、龍源面、龍浦面、普賢面、雲鶴面和三湖面，並設有洪原警察署。
- 1952年12月：洪原郡的洪原面、景雲面、普賢面及雲鶴面合併進洪原郡裡，原各面所屬的里現在直屬洪原郡。
- 1988年7月：신성리及景興里合併進景浦里，成為今日的景浦勞動者區。

## 旅遊/名勝
- 咸關嶺：建於明萬曆癸酉年(即1573年、朝鮮宣祖7年)[2]
- 昭浦山 (소포산)

## 著名人物
- 力道山
- 羅雲奎

## 領導
- 郡守
  - 申右均 (신우군)

## 世系
- 濟州高氏
- 金海金氏
- 延安金氏
- 蔚山金氏
- 清州金氏
- 青海李氏
- 密陽朴氏/密城朴氏
- 忠州朴氏
- 達城徐氏/大邱徐氏
- 利川徐氏
- 密陽孫氏
- 全州崔氏
- 南陽洪氏

## 參看
- 咸鏡南道 (日本統治時代)
- 北韓地理
- 咸鏡南道

## 外部連結
- 韓國中央日報北韓網：홍원군 (洪原郡) （页面存档备份，存于）